# St. Marien (Oldenburg)
St. Marien ist eine römisch-katholische Pfarrkirche im Norden der niedersächsischen Großstadt Oldenburg. Sie steht unter dem Patrozinium der Gottesmutter Maria und gehört zum Bistum Münster. St. Marien ist eine Saalkirche mit separatem Glockenturm im Stil der Moderne.

## Geschichte
Oldenburg wuchs nach dem Zweiten Weltkrieg vor allem durch die vielen Vertriebenen und Flüchtlinge aus Mittel- und Osteuropa stark an. 22.000 Menschen katholischen Glaubens fanden dort eine neue Heimat. Die damaligen katholischen Kirchen St. Peter (Mitte) und Heilig Geist (Südosten) konnten die größere Zahl der Gottesdienstteilnehmer nicht mehr fassen. Daher wurde die Seelsorge im Stadtnorden der Gemeinschaft der Hünfelder Oblaten-Missionare übertragen. In Behelfsräumen, vor allem in Turnhallen, Schulen, Baracken und einem Gasthof, führten die Patres die Gottesdienstfeiern durch.
Der Bezirk Nadorst-Nord wurde 1948 als Pfarrrektorat Unbeflecktes Herz Mariä gegründet und der Hauptkirche St. Peter zugeordnet. Die Patres planten ein eigenes Gotteshaus. Die einschränkenden Bauvorschriften ermöglichten zunächst nur eine turmlose Langkirche.
Der Grundstein wurde am 2. Oktober 1949 gelegt und das Kirchengebäude innerhalb eines Jahres gebaut. Am 1. Oktober 1950 vollzog Bischof Michael Keller die Weihe der Filialkirche mit dem Namen St. Marien. Die Innenausstattung wurde schrittweise in den folgenden Jahren vervollständigt. Nach einer Lockerung der Bauvorschriften entstand 1958 der separate Glockenturm.
Die Abpfarrung von St. Peter fand 1963 statt und St. Marien wurde eine eigenständige Pfarrei. Im Jahr 2000 fand eine umfassende Renovierung der Kirche statt.
Zum Außenbereich von St. Marien gehören in der Gegenwart das Pfarrhaus, die Küsterwohnung, die Begegnungsstätte, der Kindergarten und das Jugendheim, die alle auf engem Raum direkt nebeneinander stehen. Der separate, 25 Meter hohe Kirchturm wurde nach 60 Jahren neu angestrichen. Wegen seiner strahlend weißen Farbe bekam der Turm eine zusätzliche Funktion und sollte als Fläche für Laserprojektionen dienen. Nach einer dreijährigen Spendensammlung kamen rund 18.000 Euro für die neue Anlage zusammen. Nach den Vorschlägen einer Beratergruppe werden wöchentlich wechselnde religiöse Bilder und Texte von weitem sichtbar an die Turmwand übertragen.
Zur Pfarrkirche St. Marien im Stadtteil Nadorst gehört nach der Fision 2006 die Filialkirche St. Christophorus im Stadtteil Dietrichsfeld. Die Pfarrei St. Marien hat knapp 10.000 Gemeindemitglieder (Stand: April 2025). Zur Prävention von sexuellem Missbrauch von Kindern und Jugendlichen erarbeitete 2019 eine Steuerungsgruppe im Auftrag des Pfarreirates von St. Marien ein institutionelles Schutzkonzept, das alle fünf Jahre überprüft und bei Bedarf modifiziert wird.
Am 1. Januar 2024 schlossen sich die drei Oldenburger Pfarren St. Marien, St. Josef und St. Willehad sowie fünf Kirchengemeinden aus benachbarten Landkreisen zusammen zum Katholischen Kirchenverband „Pastoraler Raum Oldenburg-Delmenhorst“ mit Sitz in Oldenburg.

## Glocken
Im Turm von St. Marien hängen Bronzeglocken, deren Herkunft ungewöhnlich ist. Geflüchtete brachten die ersten zwei Glocken aus Oberschlesien mit nach Oldenburg. Nur die dritte Glocke wurde in Westdeutschland gegossen.
- Glocke 1: Schlagton: fis1, (Ø 115 cm), Gießer: S. B. Mager (Neisse), Gussjahr: 1795
- Glocke 2: Schlagton: a1, Gießer: Jakob Getz (Neisse),  Gussjahr: 1611
- Glocke 3: Schlagton: h1, Gießer: Feldmann & Marschel (Münster), Gussjahr: 1958

## Orgel
Von der Firma Alfred Führer (Wilhelmshaven) wurde die Orgel (II+P/20) 1956 erbaut, 1968 gründlich gereinigt und eine elektrischen Registratur mit zwei freien Kombinationen eingebaut. Dieselbe Orgelbaufirma beseitigte 1973 die Sturm- und Wasserschäden.
Die Überholung der Orgel erfolgte 1985 durch Herrmann Stahl (Oldenburg) und 1999 durch die Firma Alfred Führer, die auch die Orgel während der gründlichen Renovierung der Kirche im Jahr 2000 sicherte.
Die 1956 gebaute Orgel besitzt ein Hauptwerk (C - g3), ein Oberwerk (C - g3) und ein Pedal (C - f1). Das Schleifladen-Instument hat 20 Register. Die Spieltraktur ist mechanisch und die Registertraktur elektrisch (Stand: 5. Februar 2020).